# Hildegard Piscator
Hildegard Piscator (* 8. Februar 1900 in Königshütte als Hildegard Erna Irene Jurczyk; † 23. April 1970 in München als Hildegard Plievier) war eine Schauspielerin und Schriftstellerin.

## Leben
Sie wurde am 8. Februar 1900 in Königshütte geboren und wuchs in Ostpreußen und Schlesien auf. Sie hatte eine jüngere Schwester Margot und einen Bruder. Jurczyk besuchte ein Oberlyzeum in Königsberg. Nach elterlichem Willen sollte sie Lehrerin werden, nahm stattdessen jedoch heimlich Schauspielunterricht. Leopold Jessner, Intendant am Neuen Schauspielhaus Königsberg, engagierte sie nach einer Schülervorstellung als Gretchen in Goethes Faust. Sie arbeitete drei Jahre lang als Schauspielerin an der Bühne. Am kurzlebigen Königsberger Theaterprojekt „Das Tribunal“ lernte sie den Jungregisseur und späteren Vertreter des politischen Theaters Erwin Piscator kennen, den sie im Oktober 1919 heiratete. Die Piscators gingen 1920 nach Berlin und schufen sich 1927 in der Piscator-Bühne eine eigene Wirkungsstätte.
Marcel Breuers Umgestaltung der Altbauwohnung der Piscators in der Kreuzberger Oranienstraße 83 (zerstört), die Breuer mit seinen Möbeln ausstattete, gilt als herausragendes Beispiel des Neuen Wohnens der 1920er Jahre und wurde in Architekturpublikationen veröffentlicht. Hildegard Piscator war auf Fotos zu sehen, die Sasha Stone und Lotte Jacobi von dieser Wohnung anfertigten.
Nach der einvernehmlichen Trennung von ihrem ersten Mann lebte Hildegard Piscator ab 1931 mit dem Schriftsteller Theodor Plievier zusammen. Nach der Machtergreifung der Nationalsozialisten 1933 floh das Paar über die Tschechoslowakei nach Frankreich und später nach Schweden, um der drohenden Verhaftung durch die Nazis zu entgehen. 1934 erhielten die Plieviers eine Einladung für einen mehrmonatigen Aufenthalt in die Sowjetunion. Dort lebten sie unter anderem in Paulskoje in der Wolgadeutschen Republik, in Moskau, Leningrad und in Taschkent. Ohne gültigen Pass waren sie gezwungen, bis zum Ende des Zweiten Weltkriegs im Land zu bleiben. Hildegard deutete die Phase der Emigration mit ihrem Lebenspartner in der Sowjetunion später als verlorene Jahre: „Ein Weg, der immer wieder Flucht gewesen war, ein Weg durch vierzehn Jahre hindurch. Ich bin auf diesem langen Weg immer nur eine Randfigur gewesen.“ Sie unterstützte in der Emigration die literarische Tätigkeit ihres Lebensgefährten und beschäftigte sich mit der Zucht von Hunden.
Nach dem Krieg kehrte das Paar – obgleich Nicht-Kommunisten – mit einer Startgruppe der Kommunistischen Partei im Mai 1945 nach Deutschland zurück und bekam zum August 1945 Weimar als Aufenthaltsort zugewiesen. Im Anschluss an eine Lesereise Theodor Plieviers im Juli/August 1947 siedelte das Paar in die westdeutschen Besatzungszonen nach München über. Nach Angaben Hildegard Plieviers wurde auf Betreiben des Innenministeriums der UdSSR zweimal erfolglos versucht, sie mit Gewalt in die Sowjetische Besatzungszone zurückzubringen. Zeitweilig arrangierten US-Militärbehörden daher Schutzmaßnahmen für die Plieviers. Nach der Trennung von Theodor Plievier Ende 1947 lebte Hildegard Plievier weiter in München (Sendling). Nach dem Tod Theodor Plieviers 1955 verfasste sie in den 1950er und 1960er Jahren mehrere Romane unter anderem über ihre Emigrationszeit in der Sowjetunion.

## Werke
- Meine Hunde und Ich. Heinrich Scheffler, Frankfurt am Main 1957 (= With my dogs in Russia. Hammond, London 1961).
- Gelber Mond über der Steppe. Heinrich Scheffler, Frankfurt am Main 1958.
- Flucht nach Taschkent. Heinrich Scheffler, Frankfurt am Main 1960.
- Ein Leben gelebt und verloren. Heinrich Scheffler, Frankfurt am Main 1960 (= Meine Hunde und ich und Flucht nach Taschkent).
- Grenzen der Liebe. Dörner, Düsseldorf 1966.